# Halammohydra octopodides
Halammohydra octopodides is een hydroïdpoliep uit de familie Halammohydridae. De poliep komt uit het geslacht Halammohydra. Halammohydra octopodides werd in 1927 voor het eerst wetenschappelijk beschreven door Remane. 